# Acetyltransferase

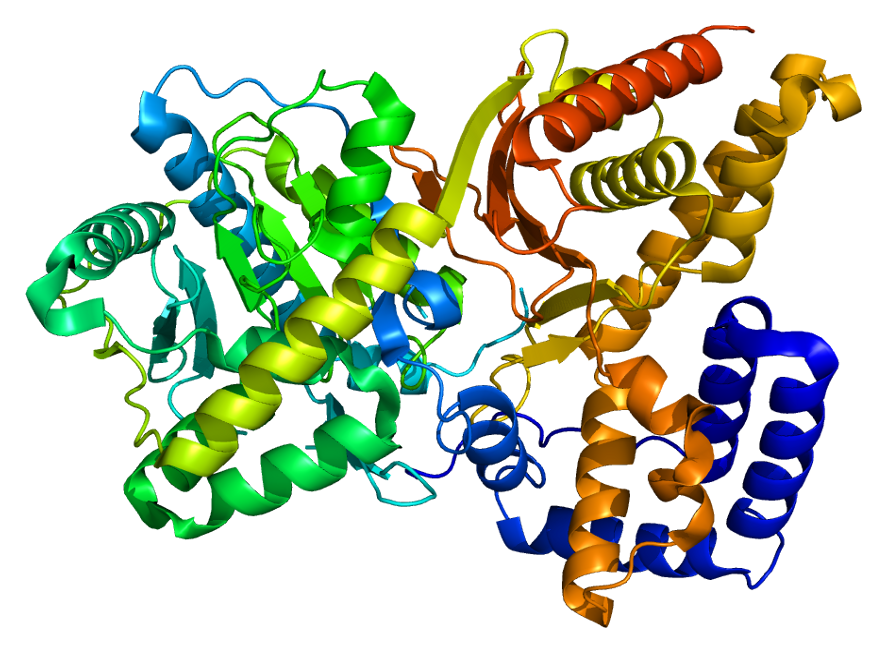
Cholin-Acetyltransferase (ChAT oder CAT,)

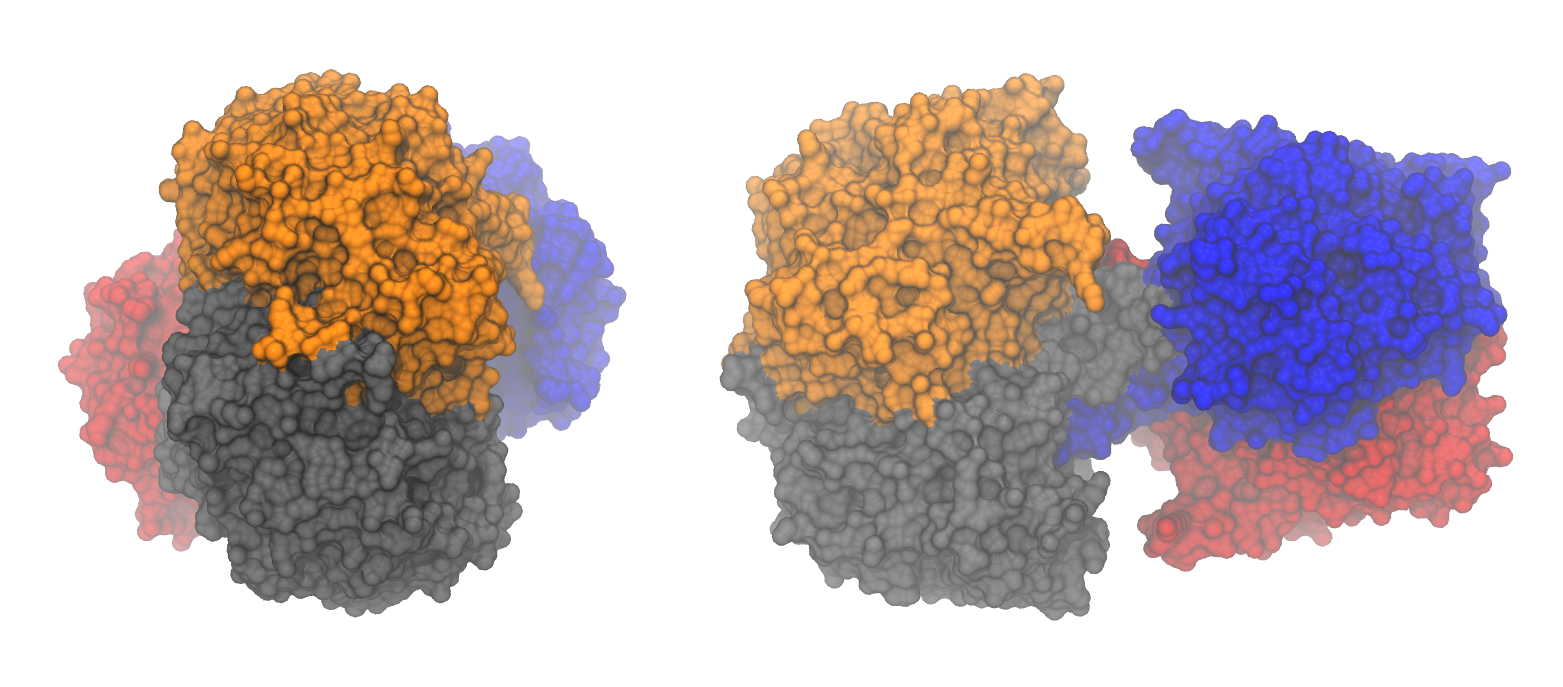
Acetyl-CoA-Acetyltransferase-Komplex

Acetyltransferasen sind Enzyme, welche einen Essigsäurerest (Acetylrest) auf geeignete Akzeptoren übertragen. Diese Enzyme sind Transferasen (EC 2.3.-.-) und gehören zu den Acyltransferasen (EC 2.3.1.-), denn sie übertragen den Acetylrest von einem Donor auf einen Akzeptor. Der Ersatz eines bestimmten Wasserstoffatoms des Akzeptors durch einen Acetylrest wird mit Acetylierung bezeichnet.
Viele Acetylierungen betreffen Proteine als Akzeptoren und geschehen im Rahmen von Regulationsprozessen, z. B. die Acetylierung von Histonen im Rahmen der Histonmodifikation mit oft epigenetischer Wirkung, oder das Tat-Protein (Transactivator of transcription Protein) von HI-Virus zu dessen Aktivitätsregulierung. Oft wird dabei ein Lysylrest des Proteins acetyliert, bei Histonen und Tat-Protein ausschließlich.
Als Donor für die Acetylgruppe und für die Acetylierungsenergie dient meist Acetyl-Coenzym A. Die Acetylierung dieses Coenzyms A erfolgt durch die Acetyl-CoA-Acetyltransferase (ACAT), ebenfalls eine Acetyltransferase (EC 2.3.1.9).

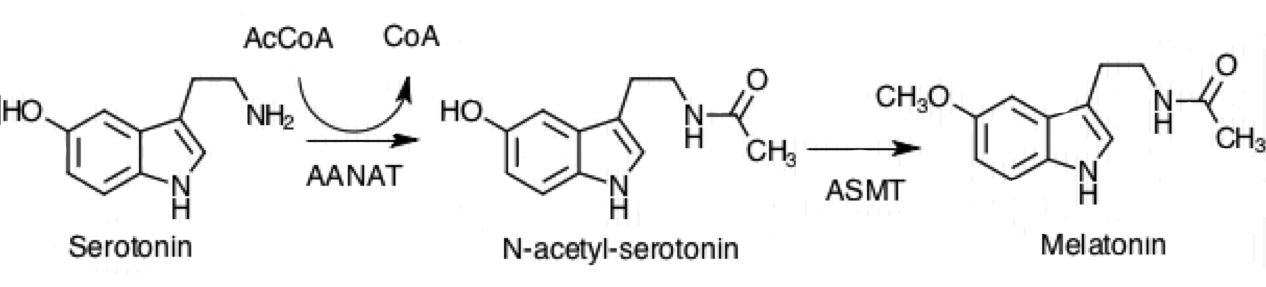
Übertragung einer Acetylgruppe auf Serotonin durch die Serotonin-N-Acetyltransferase (Aralkylamin N-Acetyltransferase, AANAT,)

Acetyl-Transferasen werden oft als Acetylasen bezeichnet. Dies ist verwirrend, denn von Acetyl-Transferase-Reaktionen zu unterscheiden sind andere enzymatische Veränderungen, die eine Acetylgruppe zur Folge haben, ohne dass deren Atome von einem Donor auf den Akzeptor übertragen wurden. So werden auch einige Enzyme der Enzymgruppen EC 2.8.2.-, EC 3.1.1.-, EC 3.1.2.-, EC 3.4.13.- und EC 3.5.1.- synonym als Acetylasen oder Deacetylasen bezeichnet.
Die gegenteilige Reaktion, die Entfernung einer Acetylgruppe, bewirken Deacetylasen, ebenfalls keine einheitliche Enzymgruppe. Eine Deacetylierung von Proteinen erreicht oft die einer Acetylierung gegengerichtete Regulationswirkung.

## Beispiele für Acetyltransferasen
- EC 2.3.1.9 Acetyl-CoA-Acetyltransferase (ACAT)
- EC 2.3.1.12 Dihydrolipoyl-Transacetylase
- EC 2.3.1.48 Histon-Acetyltransferase (HAT)
- EC 2.3.1.87 Serotonin-N-Acetyltransferase
- EC 2.3.1.183 Phosphinothricin-Acetyltransferase (PAT; in transgenem „Mais 1507“ enthalten)